# Andrei Kislîh
Andrei Ghennadievici Kislîh (în rusă Андрей Геннадьевич Кислых; n. 24 noiembrie 1976, Kemerovo, RSFS Rusă, URSS) este un fost atlet rus, specializat în proba de 110 m garduri.

## Carieră
A câstigat medalia de argint la Campionatul European de Juniori din 1995 la proba de săritura în lungime dar apoi s-a specializat în probele cu garduri. La Campionatul European de Tineret din 1997 a luat bronzul și în același ani a cucerit medalia de aur la Universiada de la Catania. A participat și la Jocurile Olimpice din 1996 și 2000 dar nu a reușit să se califice în finală.

## Realizări
| An   | Competiție                      | Locație                    | Loc | Eveniment     | Note   |
| ---- | ------------------------------- | -------------------------- | --- | ------------- | ------ |
| 1994 | Campionatul Mondial de Juniori  | Lisabona, Portugalia       | 6   | 110 m garduri | 14,21  |
| 1995 | Campionatul European de Juniori | Nyíregyháza, Ungaria       | 5   | 110 m garduri | 14,21  |
| 1995 | Campionatul European de Juniori | Nyíregyháza, Ungaria       | 2   | lungime       | 7,76 m |
| 1996 | Campionatul European în sală    | Stockholm, Suedia          | 5   | 60 m garduri  | 7,72   |
| 1996 | Jocurile Olimpice               | Atlanta, Statele Unite     | 26  | 110 m garduri | 13,74  |
| 1997 | Campionatul Mondial în sală     | Paris, Franța              | 10  | 60 m garduri  | 7,74   |
| 1997 | Cupa Europei                    | München, Germania          | 3   | 110 m garduri | 13,53  |
| 1997 | Campionatul European de Tineret | Turku, Finlanda            | 3   | 110 m garduri | 13,56  |
| 1997 | Campionatul Mondial             | Atena, Grecia              | 14  | 110 m garduri | 13,78  |
| 1997 | Universiada                     | Catania, Italia            | 1   | 110 m garduri | 13,44  |
| 1999 | Universiada                     | Palma de Mallorca, Spania  | 10  | 110 m garduri | 13,96  |
| 1999 | Campionatul Mondial             | Sevilla, Spania            | 34  | 110 m garduri | 13,83  |
| 2000 | Campionatul European în sală    | Gent, Belgia               | 10  | 60 m garduri  | 7,70   |
| 2000 | Jocurile Olimpice               | Sydney, Australia          | 26  | 110 m garduri | 14,03  |
| 2001 | Universiada                     | Beijing, China             | 13  | 110 m garduri | 14,07  |
| 2002 | Cupa Europei                    | Annecy, Franța             | 7   | 110 m garduri | 13,77  |
| 2002 | Campionatul European            | München, Germania          | 14  | 110 m garduri | 13,89  |
| 2003 | Campionatul Mondial în sală     | Birmingham, Marea Britanie | 24  | 60 m garduri  | 7,90   |

## Recorduri personale
| Probă                | Performanță | Dată              | Locație |
| -------------------- | ----------- | ----------------- | ------- |
| 110 m garduri        | 13,43 s     | 5 august 1997     | Atena   |
| Săritură în lungime  | 8,00 m      | 20 iulie 2004     | Moscova |
| 60 m garduri în sală | 7,57 s      | 25 februarie 2000 | Gent    |